# Bildungswerk der ostwestfälisch-lippischen Wirtschaft

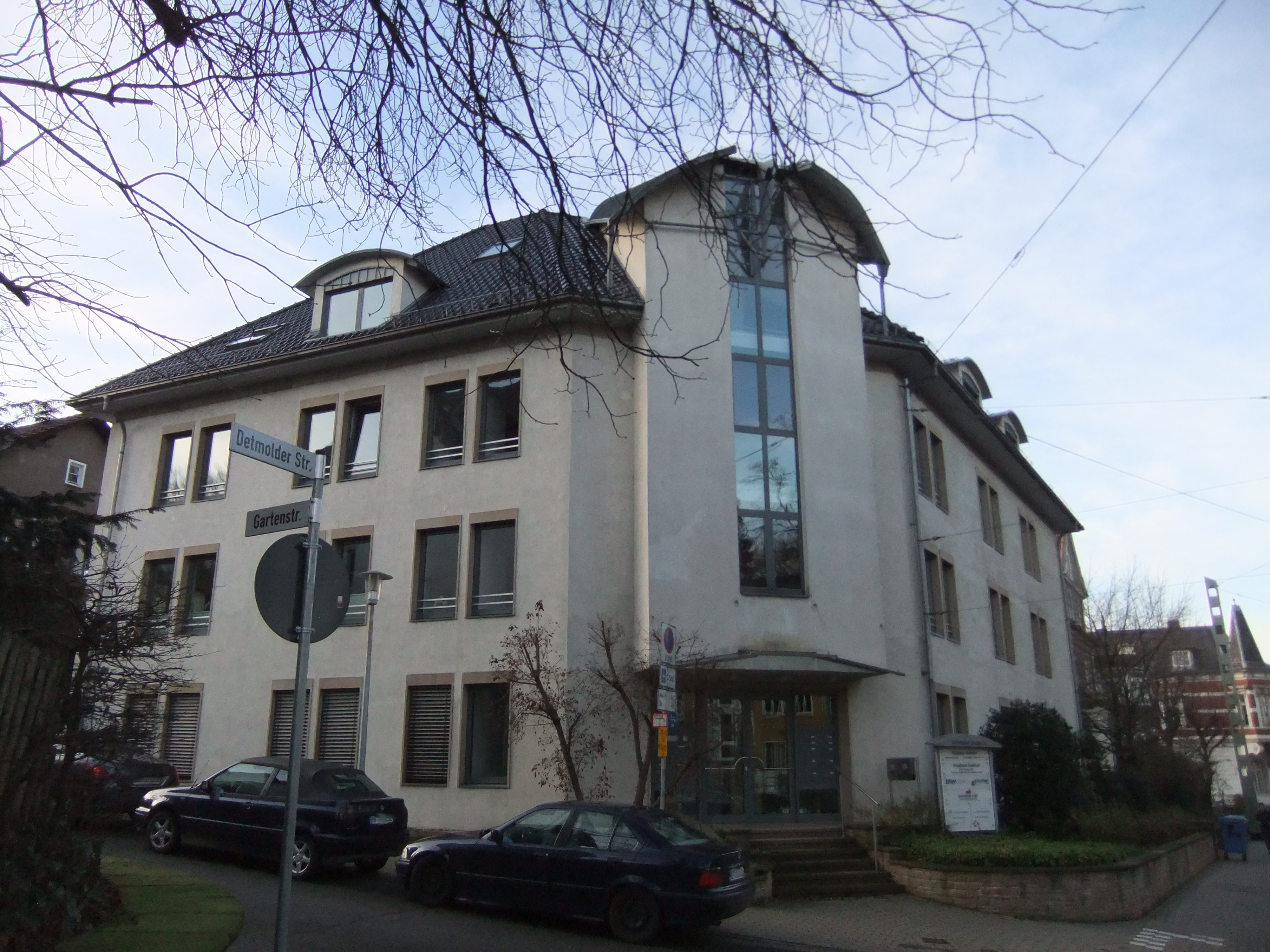
Sitz des Bildungswerkes an der Detmolder Straße in Bielefeld

Das Bildungswerk der ostwestfälisch-lippischen Wirtschaft e.V. (BOW) ist ein Bildungsinstitut in der ostwestfälischen Stadt Bielefeld und wurde 1989 auf Initiative der Wirtschaftskammern gegründet.
Heute ist es der größte freiwillige Weiterbildungsverbund in Ostwestfalen-Lippe. Mitglieder sind die Handwerkskammer Ostwestfalen-Lippe zu Bielefeld, die Industrie- und Handelskammer Ostwestfalen zu Bielefeld, die IHK Lippe zu Detmold, die Kreishandwerkerschaften der Region, die Arbeitgeber- und Unternehmerverbände sowie 20 wirtschaftsnah arbeitende Weiterbildungseinrichtungen.
Die BOW-Bildungseinrichtungen bieten offene Seminare, Firmenschulungen sowie Qualifizierungen nach SGB III an. Sie beschäftigen 327 haupt- und 767 nebenberufliche Mitarbeiter.